# Mathilde de Habsbourg
Mathilde, née vers 1251 à Rheinfelden et décédée le 23 décembre 1304 à Munich, est une princesse de la maison de Habsbourg, fille du roi Rodolphe Ier et de Gertrude de Hohenberg. L'épouse de Louis II de Bavière, elle est duchesse de Haute-Bavière et comtesse palatine du Rhin de 1273 à 1294.

## Famille
Mathilde naît à Rheinfelden en Souabe, la fille aînée de Rodolphe de Habsbourg et de sa première épouse Gertrude de Hohenberg. Au moment de sa naissance, pendant le Grand Interrègne, la maison de Habsbourg n'a pas une grande importance ; cela change le 1er septembre 1273, lorsque son père est élu roi des Romains.
Parmi ses frères figurent notamment Albert Ier qui succède à leur père en 1298 et Rodolphe II de Souabe.

## Mariage et descendance
Afin d'assurer son élection, Rodolphe de Habsbourg pratique une politique de mariages : il offre la main de sa fille Mathilde au duc Louis II de Bavière, comte palatin du Rhin issu de la maison de Wittelsbach, l'un des princes-électeurs et vicaire impérial. 
Le 24 octobre 1273, Mathilde de Habsbourg épouse Louis II de Bavière à Aix-la-Chapelle. Le même jour, sa sœur cadette Agnès se marie avec le duc et prince-électeur Albert II de Saxe. D'autres mariages de ses sœurs suivent peu après : de Catherine et d'Othon III de Bavière, de Hedwige et d'Othon VI de Brandebourg, de Clémence et de Charles d'Anjou, roi titulaire de Hongrie, ainsi que de Judith (Guta) et du roi Venceslas II de Bohême.
Mathilde est la troisième femme de Louis II. Cinq enfants sont issus de cette union :
- Rodolphe Ier du Palatinat (1274–1319) ;
- Mathilde de Bavière (1275–1319) qui en 1288 épouse le duc Othon II de Brunswick-Lunebourg ;
- Agnès de Bavière (en) (1276–1340), qui en 1290 épouse le landgrave Henri de Hesse, veuve elle épouse en 1298 le margrave Henri Ier de Brandebourg ;
- Anne (née en 1280), qui entre dans les ordres à Ulm ;
- Louis III de Bavière (1282–1347), futur empereur du Saint-Empire.

Lors de son mariage, Mathilde avait reçu la ville de Neustadt an der Weinstraße dans le Palatinat rhénan ; en tant que comtesse palatine, elle disposait de sa propre cour. Néanmoins, la mort de Rodolphe Ier en 1291 et l'élection du comte Adolphe de Nassau au roi des Romains ont approfondi les divergences d'intérêt entre les maisons de Habsbourg et de Wittelsbach. Juste avant son décès en 1294, son mari Louis II a arrangé le mariage de leur fils Rodolphe et de Mathilde de Nassau.

## Veuvage
Après le décès de Louis II, le 2 février 1294, Mathilde tente à plusieurs reprises de servir d'intermédiaire entre son frère Albert et Adolphe de Nassau qui a l'appui de son fils Rodolphe. Elle échange son douaire dans le Palatinat rhénan contre d'autres domaines en Haute-Bavière. De plus, le patrimoine des Wittelsbach fait l'objet de divergences entre Rodolphe et son frère cadet Louis III. Mathilde apporte son soutien aux prétentions de Louis et est donc temporairement emprisonnée par Rodolphe.
Relâchée en liberté, elle est décédée le 23 décembre 1304 à Munich. Elle est enterrée dans l'abbaye de Fürstenfeld, aux côtés de son mari.